# Heroldsberg
Heroldsberg är en köping (Markt) i Landkreis Erlangen-Höchstadt i Regierungsbezirk Mittelfranken i förbundslandet Bayern i Tyskland.